# Nossa Senhora do Rosário (Santa Maria)
Nossa Senhora do Rosário é um bairro do distrito da sede, no município gaúcho de Santa Maria, Brasil. Localiza-se na área central da cidade.
O bairro Nossa Senhora do Rosário possui uma área de 0,8455 km² que equivale a 0,69% do distrito da Sede que é de 121,84 km² e  0,0472% do município de Santa Maria que é de 1791,65 km².

## História
O bairro, cujo nome é uma referência a igreja nele situado, já existia em 1986 e em 2006 quando da nova divisão em bairros do distrito da Sede as mudanças em seu território foram insignificantes, ou até nem existiram, o que prova a forte identidade que o bairro tem em seu território.
A Paróquia Nossa Senhora do Rosário da cidade de Santa Maria, estado do Rio Grande do Sul, dá nome ao bairro e à rua onde se acha situada.
O terreno da Igreja do Rosário abrigava, por volta de 1854, o Cemitério de Santa Cruz.
Em 1873, foi fundada pela comunidade negra, a Confraria do Rosário, que lançou a pedra fundamental da capela de Nossa Senhora do Rosário e de São Benedito. A construção ocorreu com os restos do muro do cemitério, que havia sido transportado para outro lugar. No dia 26 de janeiro de 1890, o padre da congregação dos palotinos, Aquiles Caetano Pagliuca, então vigário da Catedral Nossa Senhora da Conceição, aprovou os estatutos da Confraria.
Porém, o ultramontanismo havia sido introduzido no município de Santa Maria principalmente a partir da imigração italiana. Em 1914, houve uma disputa judicial sobre o controle da Confraria do Rosário, entre o padre Pagliuca, representando o Bispo de Santa Maria, Dom Miguel de Lima Valverde e componentes da Irmandade. A acusação era de que a Confraria estava sendo influenciada por maçons.
Um ano depois a capela foi reaberta e assim permaneceu até 1942. Em 17 de outubro de 1943, o Monsenhor Pascoal Gomes Librelotto lançou a pedra fundamental da atual Igreja. Em 05 de abril de 1949, foi lançada a pedra fundamental da casa paroquial e iniciadas as tentativas para a para a elevação à paróquia. Nesse momento houve grande movimentação das senhoras católicas, em especial do Apostolado da Oração. A elevação se deu em 7 de outubro de 1959, sendo a primeira missa rezada pelo Padre Erasmo Dall'Asta, o primeiro pároco, em 11 de outubro.

##### Os padroeiros
Os padroeiros da paróquia são Nossa Senhora do Rosário e de São Benedito, bem como São Judas Tadeu, como co-padroeiro. Este foi o pedido de Dom Antônio Reis, bispo de Santa Maria à época da fundação da paróquia. A atual imagem da padroeira foi trazida da Itália em 1901, sendo abençoada pelo papa São Pio X.

##### Atualidade
Além das imagens dos padroeiros, há no interior da atual Igreja vitrais franceses, montados no Brasil, com as imagens de Nossa Senhora do Rosário, Santa Bárbara, Santa Cecília, Santa Maria Goretti, Santa Teresinha do Menino Jesus, Santa Isabel, Santo Antônio de Pádua, São José, São Luís Gonzaga, São Judas Tadeu, Sagrado Coração de Jesus e São Tarcísio. Alguns destes santos são característicos de devoção da colônia italiana do que hoje é o atual bairro Nossa Senhora do Rosário, que patrocinou a importação destes painéis translúcidos.
No início da década de 2000, houve uma tentativa de reaproximação com a comunidade negra, através da celebração de missas com inspiração afro-brasileira. Nesta época, também foi colocada ao centro do altar, o ícone do Cristo Pantócritor (Cristo Todo Poderoso), de estilo oriental-ortodoxo, o que inspirava uma aproximação com o ecumenismo (aualmente, já retirada). 
A Paróquia realiza, ocasionalmente, o tradicional risoto, para arrecadar fundos.

## Limites
Limita-se com os bairros: Bonfim, Carolina, Centro, Divina Providência, Nossa Senhora do Perpétuo Socorro, Passo d'Areia.
Descrição dos limites do bairro: A delimitação inicia no cruzamento do eixo da Avenida Borges de Medeiros com o eixo da Rua Fernandes Vieira, segue-se a partir daí pelas seguintes delimitações: eixo da Rua Fernandes Vieira, no sentido leste; eixo da Rua Tomaz Antônio Gonzaga, no sentido leste; eixo do corredor da antiga linha férrea da fronteira, no sentido nordeste, até o ponto de projeção do eixo da Rua Floriano Peixoto; eixo da Rua Floriano Peixoto, no sentido sul; eixo da Rua Silva Jardim, no sentido oeste; eixo da Avenida Borges de Medeiros, no sentido norte, até alcançar o eixo da Rua Fernandes Vieira, início desta demarcação.

## Unidades residenciais
O bairro Nossa Senhora do Rosário, pertencente ao distrito da Sede, é uma unidade de vizinhança que contém as seguintes unidades residenciais:
| # | Unidade residencial     | Localização                       | Limites | Obs.       |
| - | ----------------------- | --------------------------------- | --- | ---------- |
| 1 | Beco do Otávio          | 29° 40' 52.60" S 53° 49' 13.46" O | A unidade residencial urbana localizada entre as Ruas Uruguaiana e Visconde de Pelotas e cujos lotes confrontam para o referido Beco. | [ Obs. 1 ] |
| 2 | Loteamento Noêmio Lemos | 29° 41' 04.16" S 53° 49' 10.12" O | A unidade residencial urbana com as seguintes confrontações: ao norte, com a Rua Lucídio Gontan; ao leste, com a Rua Visconde de Pelotas; ao sul, com a Rua Silva Jardim e ao oeste com a Rua Otávio Lemos. |            |
| 3 | Rosário                 |                                   | Toda a área do perímetro do Bairro Nossa Senhora do Rosário sem denominação específica. |            |
| 4 | Vila Bortola            | 29° 40' 51.18" S 53° 49' 07.35" O | A unidade residencial urbana com as seguintes confrontações: ao norte, com a antiga linha férrea da fronteira; ao leste, com a Rua Barão do Triunfo; ao sul, com a Rua Ernesto Becker e ao oeste, com a Avenida Borges de Medeiros. |            |
| 5 | Vila Menna Barreto      | 29° 40' 53.12" S 53° 48' 53.79" O | A unidade residencial urbana com as seguintes confrontações: ao norte, com antiga linha férrea da fronteira; ao leste, com a Vila Osvaldo Beck e a Rua Serafim Valandro; ao sul, com a Rua Silva Jardim; ao sudoeste, com a Rua do Rosário e ao oeste com o fundo dos lotes que confrontam a leste para as Ruas Conde de Irajá e São Francisco. | [ Obs. 2 ] |
| 6 | Vila Oficina Ramos      | 29° 40' 52.54" S 53° 49' 19.08" O | A unidade residencial urbana com as seguintes confrontações: ao norte, com antiga linha férrea da fronteira; ao leste, com a Rua Uruguaiana; ao sul, com o fundo dos lotes que confrontam ao norte com a Rua Aristides Lobo; ao oeste, com a Avenida Borges de Medeiros.                                                                        | [ Obs. 3 ] |
| 7 | Vila Osvaldo Beck       | 29° 40' 43.55" S 53° 48' 46.20" O | A unidade residencial urbana cujos lotes confrontam ao norte com a antiga linha férrea da fronteira; ao leste, com a Rua Floriano Peixoto; ao sul, com o fundo dos lotes que confrontam ao norte com a Rua Coronel Ernesto Becker; ao oeste, com a Rua Amélia Rodrigues e fundos dos lotes que confrontam ao oeste com a Rua São José.          | [ Obs. 4 ] |

1. ↑  O único acesso se dá pela Rua Ernesto Becker.
2. ↑  O acesso principal se dá pela Rua Duque de Caxias.
3. ↑  O acesso principal se dá pela Rua Aristedes Lobo.
4. ↑  O acesso principal se dá pela Rua Marechal Floriano Peixoto.

## Demografia

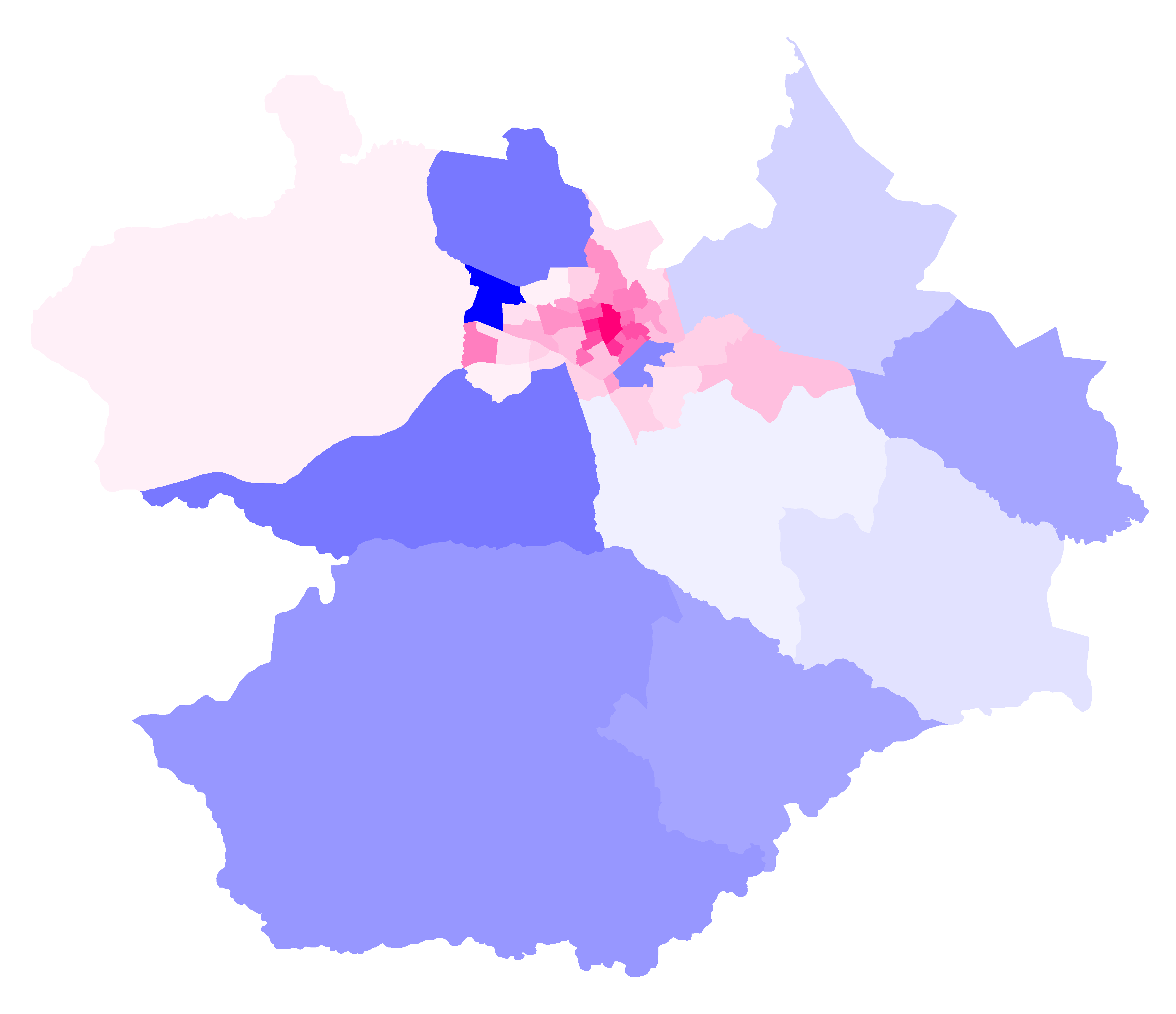
Mapa do município de Santa Maria com as divisões em bairros. Em escalas de azul os bairros com predominância masculina e em escalas de rosa os bairros com predominância feminina. Observa-se que quanto melhor a infraestrutura e o acesso a ela mais convidativo o bairro é para a população feminina. E, reciprocamente, podemos reconhecer os bairros com melhor infraestrutura observando onde a população feminina está concentrada.

Segundo o censo demográfico de 2010, Nossa Senhora do Rosário é, dentre os 50 bairros oficiais de Santa Maria:
- Um dos 41 bairros do distrito da Sede.
- O 15º bairro mais populoso.
- O 41º bairro em extensão territorial.
- O 6º bairro mais povoado (população/área).
- O 12º bairro em percentual de população na terceira idade (com 60 anos ou mais).
- O 22º bairro em percentual de população na idade adulta (entre 18 e 59 anos).
- O 40º bairro em percentual de população na menoridade (com menos de 18 anos).
- Um dos 39 bairros com predominância de população feminina.
- Um dos 20 bairros que registraram moradores com 100 anos ou mais, com um total de 1 habitante masculino e 4 femininos.

Considerando que não houve modificação em seu território, ou essa mudança foi insignificativa, pode-se fazer uma comparação de sua evolução demográfica entre os anos de 2000 e 2010: O bairro teve um decréscimo de 416 habitantes.
Distribuição populacional do bairro
1. Total: 6769 (100%)
  1. Urbana: 6769 (100%)
  2. Rural: 0 (0%)
2. Homens: 3080 (45,5%)
  1. Urbana: 3080 (100%)
  2. Rural: 0 (0%)
3. Mulheres: 3689 (54,5%)
  1. Urbana: 3689 (100%)
  2. Rural: 0 (0%)

## Infraestrutura
Espaços públicos

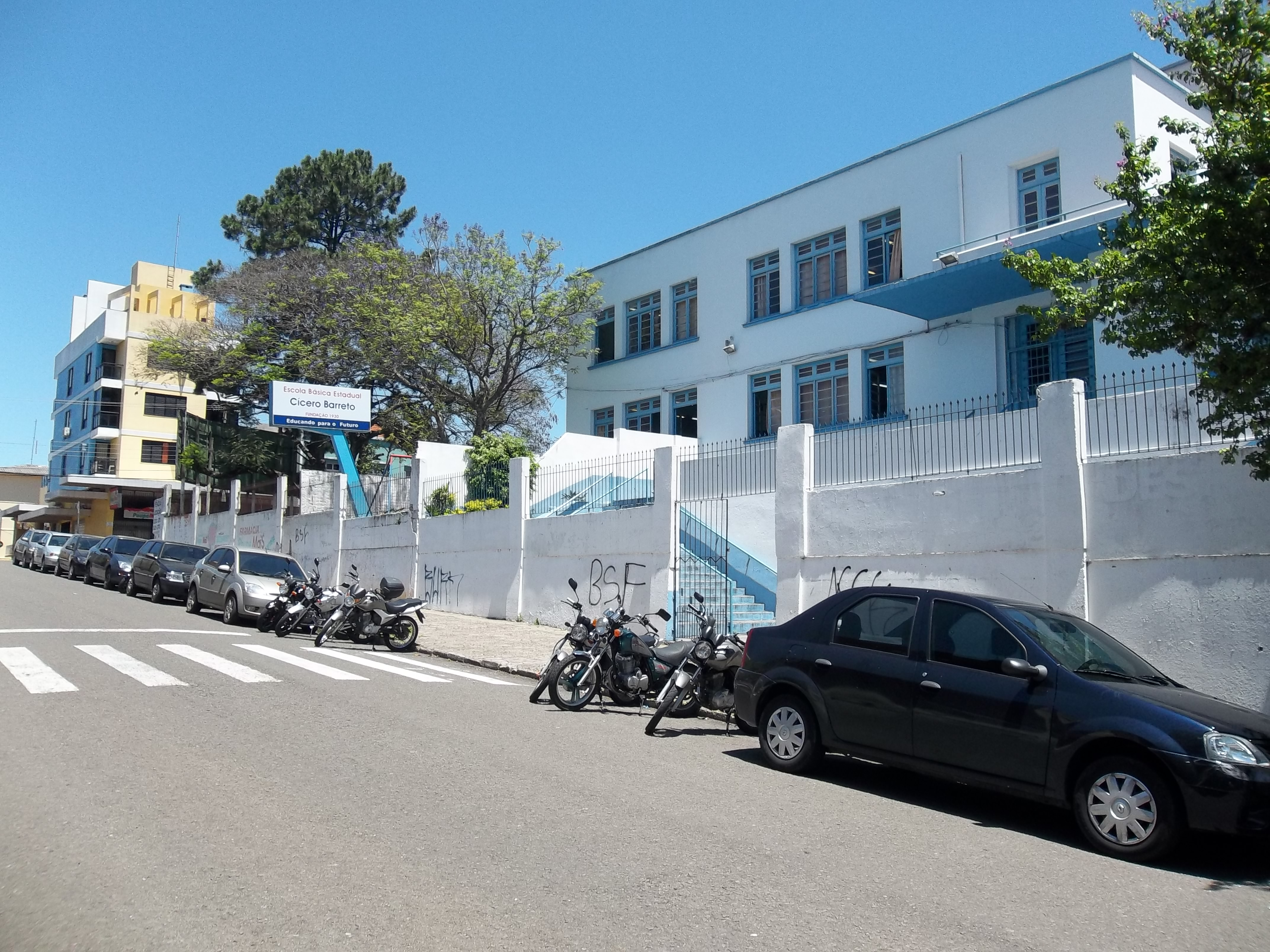
Escola Estadual de Educação Básica Cícero Barreto.

No bairro está situada a praça Hermenegildo Gabbi, que já teve como nome anteriormente, Clarimundo Flores ( jornalista do Jornal "A Razão") e Santa Terezinha (nome de um antigo pensionato feminino, próximo do local).
Educação-
- Educação básica: Escola Cícero Barreto
- Educação superior: Universidade Franciscana